# Orłowiny
Orłowiny – wieś w Polsce położona w województwie świętokrzyskim, w powiecie opatowskim, w gminie Wojciechowice.
W latach 1975–1998 miejscowość administracyjnie należała do województwa tarnobrzeskiego.